# 1606

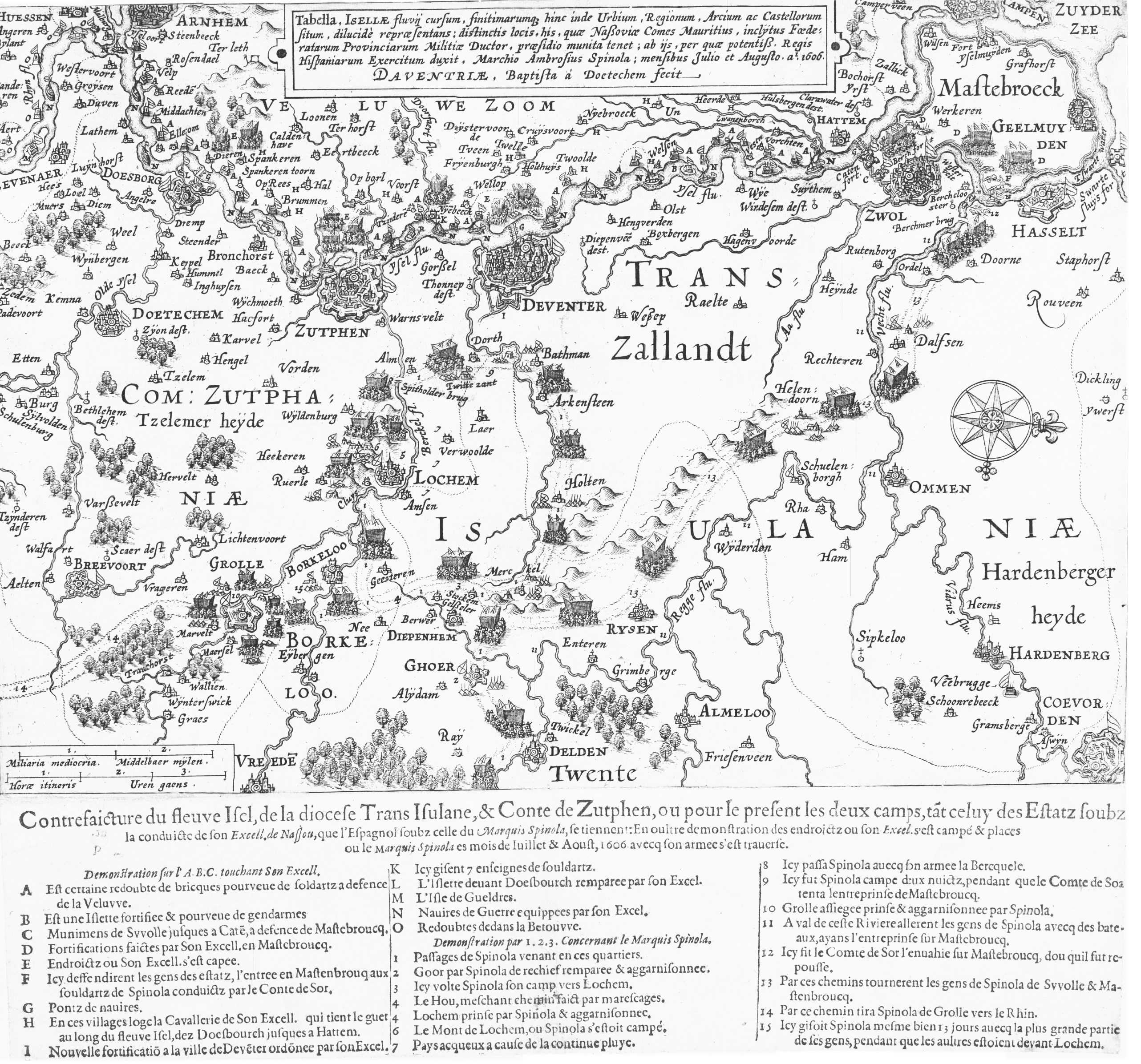
Kaart uit 1606 van het Graafschap Zutphen en Twente. Troepen van Ambrogio Spinola enerzijds, en troepen van Prins Maurits anderzijds

Het jaar 1606 is het 6e jaar in de 17e eeuw volgens de christelijke jaartelling.

## Gebeurtenissen
maart
- 14 - Bredevoort wordt overrompeld door een Spaanse bende bestaande uit 500 ruiters en 1400 man voetvolk onder leiding van Guielmo Verdugo, die via een list de stad weet in te nemen.
- 22 - Bredevoort wordt ontzet door Frederik Hendrik graaf van Nassau, de latere prins van Oranje, die de bende onder zeer gunstige voorwaarden laat gaan, met vliegend vaandel, en medeneming van geplunderd goed.
- Maart - Ambrogio Spinola neemt de stad Lochem in.
- maart - Australië wordt ontdekt door de Nederlandse ontdekkingsreiziger Willem Jansz met zijn schip de Duyfken.

april
- 10 - In Engeland wordt de Virginia Company opgericht, met als doel de kolonisatie van de oostkust van Amerika.

mei
- 17 - Kapitein Cornelis Matelieff de Jonge sluit namens de Staten-Generaal een aanvalsverdrag met de sultan van Johor. Het verdrag houdt in, dat men zal samenwerken om ‘de Portugesen ende Spanjarden, haerer beyder vijanden, alle mogelijcke affbreucke te doen’ en dat na een geslaagde verovering van Malakka de Nederlanders de door de Portugezen gebouwde ommuurde stad zullen krijgen en de sultan van Johor het omliggende land. Ook al het in de stad aangetroffen geschut zal voor de sultan zijn. Van koopwaren en geld zal ieder de helft ontvangen.
- In Rusland wordt de Valse Dimitri vermoord en wordt Basili Shuisky (of Vasili IV) de nieuwe Tsaar.

juni
- 23 - Het Verdrag van Wenen wordt getekend door István Bocskai, een Hongaarse edelman, en Stadhouder Matthias. De voorwaarden van het verdrag zijn:
  - Alle grondwettelijke en religieuze rechten en privileges worden toegekend aan de Hongaren in zowel Transsylvanië en Koninklijk Hongarije.
  - In Sopron erkent het akkoord de autocratie van de Hongaarse lutheranen
  - In Transsylvanië verkrijgen de calvinisten religieuze tolerantie.
  - Het akkoord erkent Bocskai als de "prins van Transsylvanië" en garandeerde het recht van alle Transsylvaniërs om hun eigen prinsen te verkiezen in de toekomst.

juli
- 12 - De Spaanse (verrassings) aanval op Sluis mislukt wegens een defecte klok.

augustus
- 14 - Ambrogio Spinola verovert Grol na een beleg.

oktober
- 7 - De Nederlandse vlootvoogd Reinier Claeszen wordt bij Kaap Sint-Vincent in het nauw gebracht, en laat zijn schip in de lucht vliegen.
- 8 - Graaf Johan VI van Nassau-Siegen wordt opgevolgd door zijn zoons Willem Lodewijk, Johan VII, George, Ernst Casimir en Johan Lodewijk.
- 29 - Graaf Ernst Casimir van Nassau-Diez en Maurits van Nassau, de latere prins van Oranje, hernemen de stad Lochem op de Spaanse bezetter.

december
- De Spaanse veldheer Spinola en de Hollandse landsadvocaat Van Oldenbarneveld beginnen onderhandelingen over een bestand.

zonder datum
- Madrid wordt hoofdstad van Spanje.
- De Iraanse Shah Abbas I verslaat het Ottomaanse Rijk en herovert Azerbeidzjan en Armenië.
- Het beleg van Rijnberk door Ambrogio Spinola tijdens de Tachtigjarige Oorlog. Na een beleg van een aantal weken, moet Rijnberk zich overgeven aan het Spaanse leger. Het Staatse leger van Maurits van Nassau probeert nog wel de stad te ontzetten, maar is te zwak.

## Bouwkunst

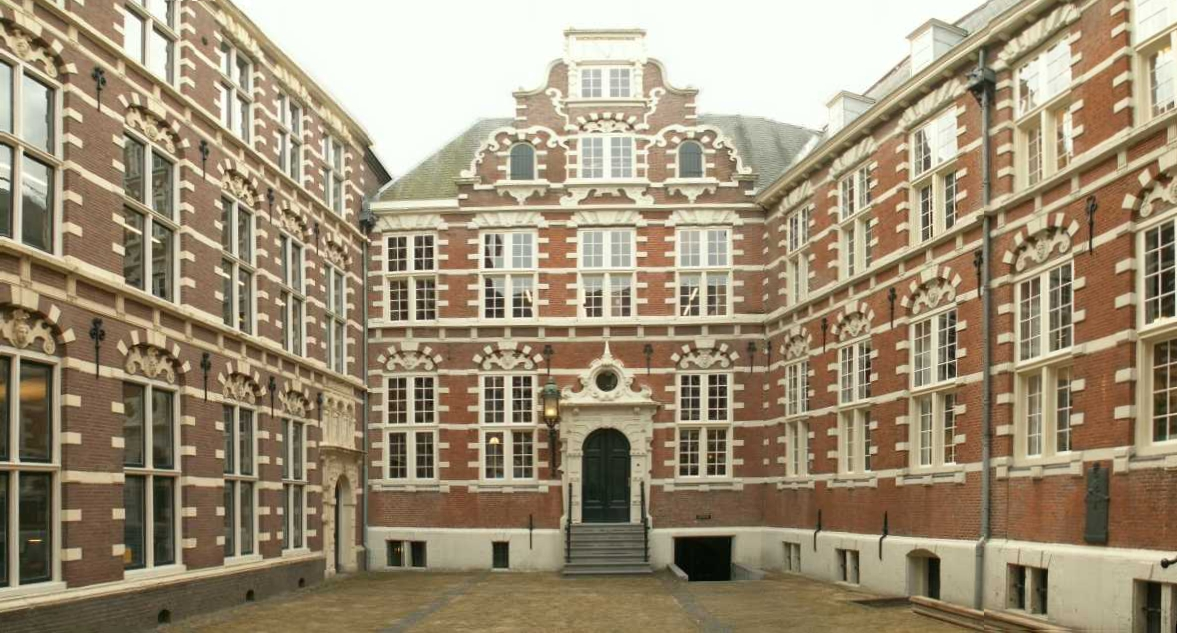
Oost-Indisch Huis Oude Hoogstraat, Amsterdam (1606) Hendrick de Keyser

## Geboren
februari
- 23 - George Frederik van Nassau-Siegen, Duits graaf, gouverneur van Bergen op Zoom (overleden 1674)

maart
- 3 - Edmund Waller, Engels dichter (overleden 1687)
- 18 - Johan van Sleeswijk-Holstein-Gottorp, prins-bisschop van Lübeck van 1634 tot 1655 (overleden 1655)

april
- Jan Davidsz. de Heem, Nederlands schilder (overleden 1683 of 1684)

mei
- 22 - Wouter van Twiller, Nederlands gouverneur van Nieuw-Nederland van 1633 tot 1638 (overleden 1654)

juni
- 6 - Pierre Corneille, Frans toneelschrijver (overleden 1684)

juli
- 15 - Rembrandt van Rijn, Nederlands schilder (overleden 1669)

oktober
- 12 - Bernhard von Galen, bisschop van Münster en Duits krijgsheer die tweemaal Nederland binnenviel (overleden 1678)

## Overleden
januari
- 31 - Guy Fawkes (35), Engels militair (geëxecuteerd)

maart
- 6 - Filips van Hohenlohe-Neuenstein (56), Nederlands legeraanvoerder
- 23 - Turibius van Mogrovejo (67), aartsbisschop van Lima, heilige en patroon van Peru

oktober
- 8 - Jan van Nassau (70)

onbekend
- Judar Pasja (~44), Spaans-Marokkaans militair